# جرج کومانتاراکیس
جرج کومانتاراکیس (یونانی: Γεώργιος Κουμανταράκης؛ زادهٔ ۲۷ مارس ۱۹۷۴) بازیکن فوتبال بازنشسته با اصالت یونانی است. از باشگاه‌هایی که در آن بازی کرده‌است می‌توان به بازل، پرستون نورث‌اند و گروتر فروث اشاره کرد.
وی همچنین در تیم ملی فوتبال آفریقای جنوبی بازی کرده‌است و در جام جهانی فوتبال ۲۰۰۲ نیز از اعضای این تیم بود.